# Csongrád (település)
Csongrád város Csongrád-Csanád vármegyében, a Csongrádi járásban, melynek székhelye.

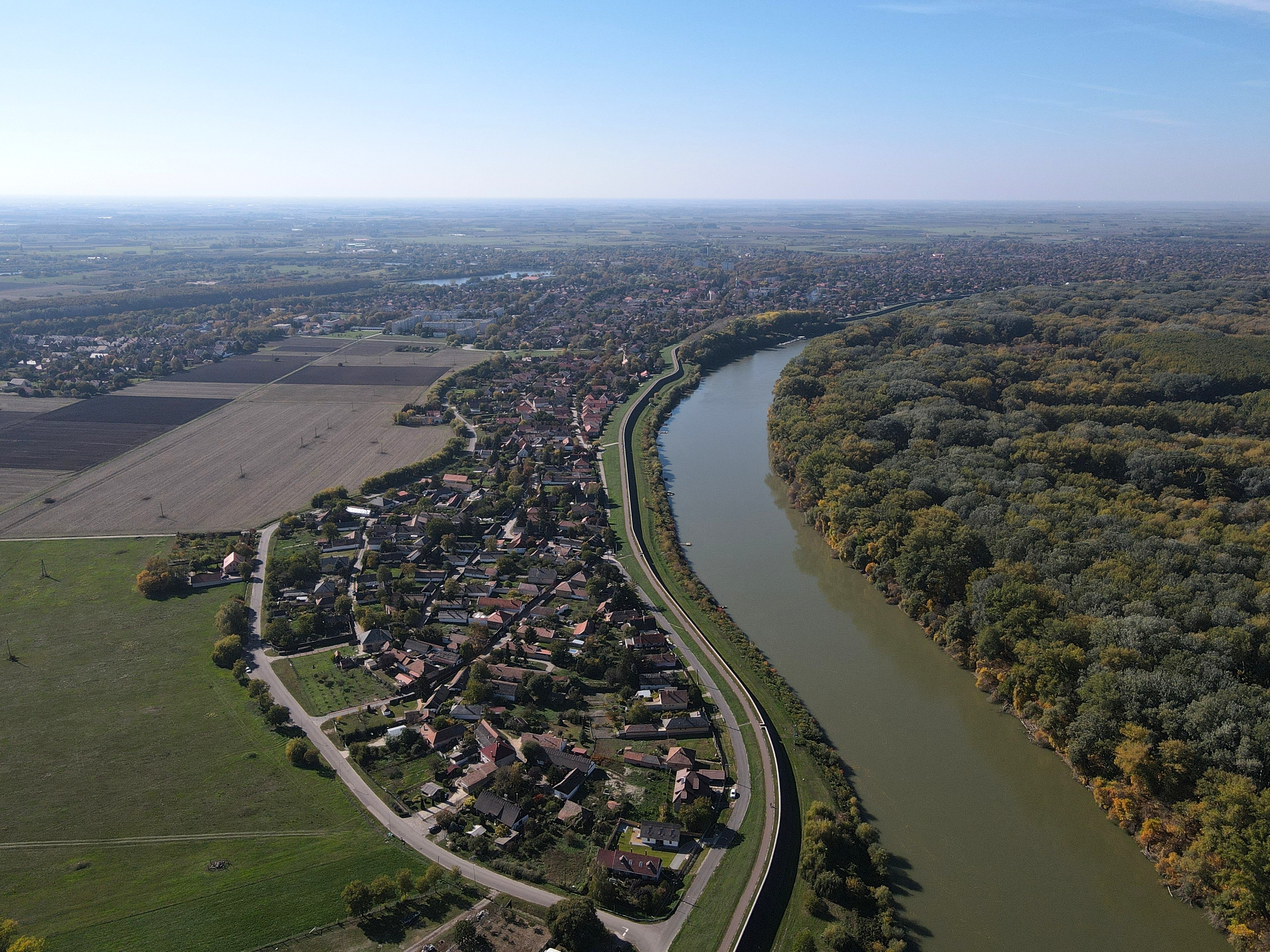
Csongrád felülröl

## Nevének eredete
Neve déli szláv nyelvből alakult ki, eredeti jelentése „fekete (földből való) vár”.

## Fekvése

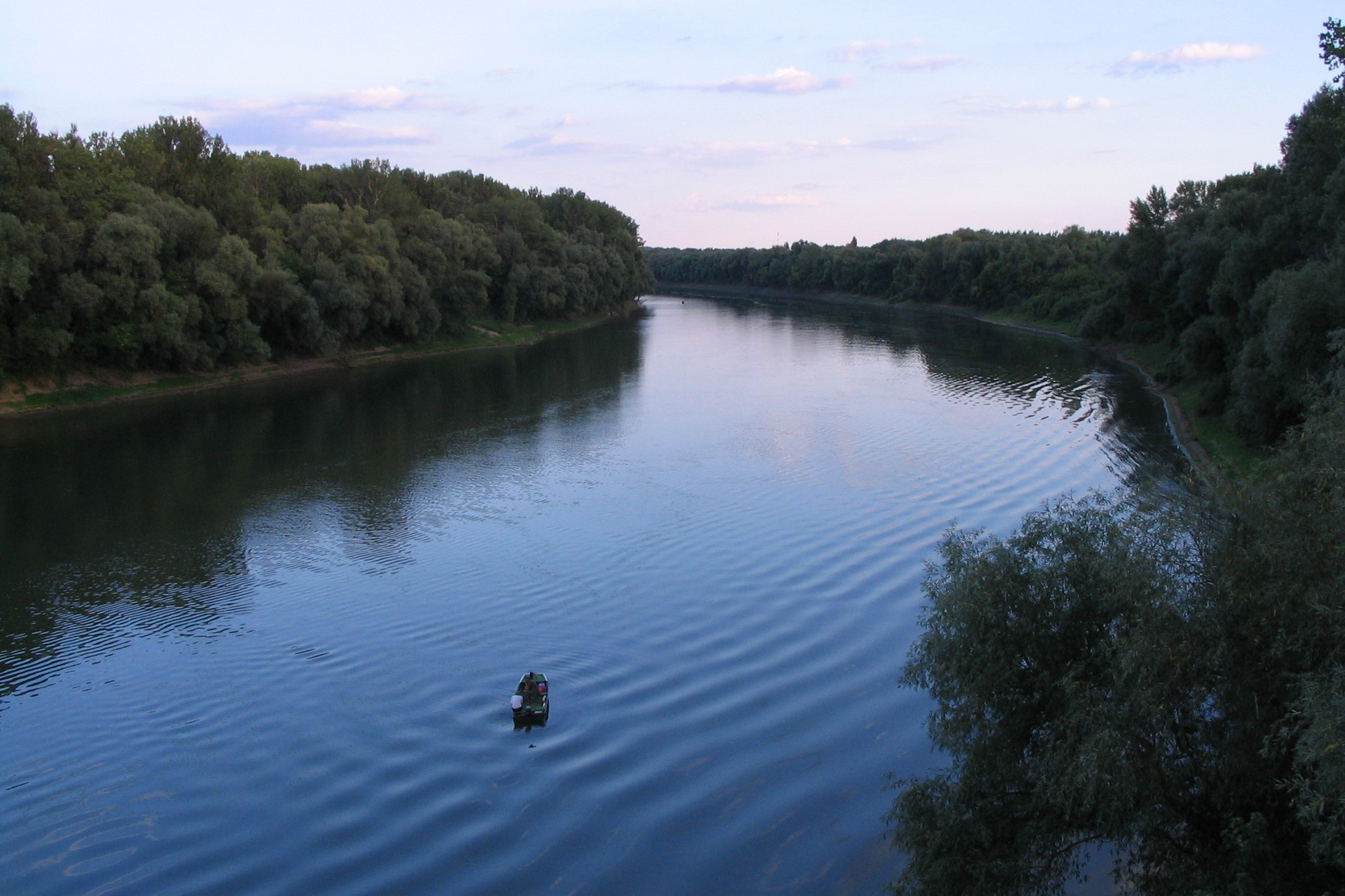
A Tisza Csongrádtól nem messze délkeletre, Szentes közelében

Csongrád városa az Alföldön Tiszazugban, a Tisza jobb partján, a Hármas-Körös torkolata (Körös-torok) alatt fekszik, bár a határához tartoznak bal parti területrészek is. Szomszédai: észak felől Tiszasas, Csépa és Szelevény, kelet felől Szentes (az eddigiek mind a folyó túlpartján), dél felől Felgyő, délnyugat felől Gátér, nyugat felől Kiskunfélegyháza, északnyugat felől pedig Tiszaalpár.

### Megközelítése
Legfontosabb közúti megközelítési útvonala a 451-es főút, ezen érhető el Kiskunfélegyháza–Gátér és Szentes felől is. A főút régebben a belvároson keresztül vezetett, egy ideje már dél felől elkerüli azt. További alsóbbrendű utakon elérhető a város Szeged–Felgyő (4519) Csépa (4513) és Tiszaalpár (4502) felől is. Tanyavilágát és üdülőterületeit néhány kisebb jelentőségű út is érinti (4517, 45 116, 45 117, 45 125).
Vasúton megközelíthető Kiskunfélegyháza és Szentes felől a MÁV 147-es számú Kiskunfélegyháza–Orosháza-vasútvonalán. A vonalnak összesen négy megállási pontja van Csongrád területén, ezek Kiskunfélegyháza felől sorrendben: Kettőshalom, Kónyaszék, Csongrád alsó megállóhelyek és végül Csongrád vasútállomás. Kettőshalom közúti elérését a 45 117-es út biztosítja, a másik két megállót és az állomást önkormányzati utak szolgálják ki.
A 20. század első felében kisvasúti kapcsolata volt Felgyővel is.
Tiszai átkelőhely, közúti és vasúti híd köti össze Szentessel, valamint pontonhíd Csépával.

## Története
A földvára a 17-18. század folyamán elpusztult, ma már nem találni a nyomát. A Csongrád név első említése a garamszentbenedeki apátság alapítólevelében maradt fent.

### Kezdetek
Kedvező földrajzi helyzete miatt az újkőkor óta lakott hely. A magyar honfoglalás, itt a Tisza-menti földvárakban és sáncokban rejtőző szláv lakosság teljes legyőzésével ment végbe.
Árpád fejedelem – a monda szerint – 896-ban a vidéket Ond törzsének adta szálláshelyül. Ond fia, Ete földvárat építtetett, melyet Csernigrádnak (fekete várnak) neveztek el, innen eredhet a város neve.
A 11. században Szent István Csongrád vármegye központjává tette.
Földrajzi fekvésénél fogva elsőségi jogot nyer, mert mint védelmi központ már a megye őskorában székhely lett. Okleveles emlékekben 1075-től fordul elő neve, amely Csurnugrad név alakban általánosan elterjedt.
A csongrádi földvár környéke mint uradalmi és hadiközpont irányítója lett a körülötte keletkezett és benépesült falvaknak. A szolgáló népesség pedig a védműveken kívül természetes vonalban újabb és újabb településekkel gyarapodott. A békés fejlődést hol az árvizek, hol a külső ellenség zavarta meg. így 1091-ben a kunok pusztítása, amikor a lakosság zömét rabszolgának adták el. A lakosság védelem szempontjából szívesebben húzódott a földvár oltalma alá, amely Csongrádnak, a királyi várnak elsőséget adott. Ez időben Csongrád királyi birtok és a vár fenntartása a jelenlevő lakosság kötelessége volt. Közvetett bizonyítékok mutatják, hogy 1241-ben a tatárok perzselték fel és ölték halomra a lakosságot. Nyoma sem maradt az egykori életnek.
A tatárjárás után IV. Béla Szegedre tette át a megyeszékhelyet. Ezért szerepelt sokáig Csongrád, mint Szeged tartozéka, ahol néhány halászcsalád telepedett le. Királyi hívásra a tatárjárás előtt kivándorolt kunok is visszaköltöztek.
Zsigmond király uralkodása alatt Csongrád népessége és anyagi helyzete folytán városi rangot ért el. Állandóan a szegedi királyi várhoz tartozónak írták, mert a hadi szempont érvényben maradt, megújított királyi rendeletekkel. Első eladományozásáról az 1439. évből tudunk, mikor a szegedi királyi vár kötelékéből kivette Albert király és nejének, Erzsébet királynénak adományozta. Az akkori okleveles gyakorlat szerint a neve Chongrad, vagyis ekkor már szinte kialakult a név mai formája.

### Török kor
Az előretolt török állások már 1540 után éreztették hatásukat, a megelőző korokban pedig 1526-tól török portyázó csapat többször is megfordult a vidéken, hogy kirabolja az Alföldet. A hódoltság kora 1541 után állandósult, török közigazgatás, hadiszervezet ült a meghódított területek felett. A településeknek a megmeneküléshez csak egy mód volt: engedelmeskedni és az adót pontosan fizetni.
A török hódoltság elején Csongrád lakosságának magyar jellege megváltozott a rácok (szerbek) letelepedésével. Ők ekkor külön elhatárolt városnegyedekben telepedtek meg. A későbbi adatok ezért magyar és rác telepekről írtak és a környékben elterülő, részben népes helyekről. Az időszakos bevándorlással betelepedett rácok saját bíráik vezetése alatt közelebb álltak a törökökhöz. Katonai szolgálatot vállaltak és a helybeli várban állomásozó martalócok jelentős része is rác volt. A magyar lakosság zárt egységben, az előbbiekhez hasonlóan, külön területen, de állandó ellentétek között élt a rácokkal.
Csongrád régi várát kellő átalakítással újból használatra alkalmassá építették át jobbágy-ingyenmunkával.
Az 1550-es évek után állandó őrsége volt 142—150 főnyi létszámmal.
A csongrádi Párkányban szolgáló török katonaság a vidék nyugalmára és védelmére volt rendelve. 1568—69-ben a szolnoki szandzsákba osztották be Csongrádot.
A magyar birtokosok csak névlegesen tartották emlékezetben birtokaikat, ahová 1600 után a csongrádi agák tilalmai miatt nem küldhették megbízottaikat. 1623-ban Moszdóczky Imre volt a földesura. Az új tulajdonos névleges birtoklása semmit sem jelentett a török ébersége és a jobbágyok anyagi kimerültsége miatt. Moszdóczky Imre halálakor 1638-ban Szuhay Mátyás kállói kapitány és testvére, Gáspár tulajdonolta. Csongrád 62 arany forinttal adózott a két testvérnek. Szuhay Mátyás II. Györgytől a királyhoz pártolt, ekkor új adományul kapta a birtokot. Később hűtlensége miatt elkobozták és így lett Csongrád még a hódoltság alatt névleges kincstári birtok.
Evlija Cselebi történetíró 1665 táján még említést tesz a csongrádi kis földvárról, mecsetekről, elemi iskoláról, medreszéről, fogadóról és apró bazárról. 1686-ban, miközben megszabadult a török igától, kirabolták, kifosztották  és a földvár is nemsokára elpusztult.
A település éveken át a szegedi provintiatus vezetőinek önkényétől függött. Az adók és földesúri szolgáltatások még az előbbi évekét is túlszárnyalóan növekedtek. 1693-1694-ben a szegedi kamarai tisztviselők összeírást végeztek. Az akkori korviszonyok szerinti nagyközségben a jobbágyrészeken 265—280 fő lakott.

### 18. század
Csongrád ezt követően nagy léptekben fejlődött, az 1720-as években felépült a belsővárosi Szent Rókus-templom, majd 1769-ben a főtéren lévő Nagyboldogasszony-templom is. A Rákóczi-szabadságharc bukása után Csongrád gróf Károlyi Sándor birtoka lett.
Csongrád város határát a nádas területek nagy kiterjedése és rossz utai miatt II. osztályúnak nyilvánították. Úrbéri tabellájában a mezőváros tartozékában állt 1771-ben: Gyója, Felgyő-, Fehértó-, Ellés- és Újfalu-puszták.
1784-ben 1250 lakóházból állt Csongrád, 1389 családdal; összes népessége pedig 7142 személy volt.
Leírás a településről a 18. század végén:
Hajdan erős, és nevezetes Vár vala Csongrád Vármegyében, most mező Város, földes Ura Gróf Károlyi Uraság, lakosai katolikusok, fekszik Szenteshez, és Alpárhoz is egy mértföldnyire, a’ Tisza partyán. A’ Jászok idejében jeles hely vala, nevezetét vette Csun grad szarmata szótól, melly által menetelt, vagy hajósok erősségjét jelent. Mellyböl a’ Magyarok Csonakgrádot változtattak, idővel pedig megrövidítve, Csongrád leve belőle. Vélhető, hogy a’ hajdani időben, itten a’ Jászoknak, és Dákusoknak nevezetes egymással egyesűlő által menetelek, és erősségjek vala, mint hogy egy számos, sőt néhány ezerekböl álló katona seregeknek helyet adható, és alkalmatos fekvése, ’s hajdani erősségnek nyoma látszatik még ma is, a’ Tiszának kebele mellett, melly ha vízzel békeríttetett, elég dolgot adhatott az ostromló seregeknek, a’ mint régi már nagy részént, bényőtt sántzaibol itélni lehet. E’ hajdani erősségnek észak felől való szegeletében vala kastéllya, melly elég mély sántzokkal vala erőssítve, az ellenében öszve folyó Kőrös vize által is. Már ma tsak a’ régi sántzok szemléltethetnek benne, és Gróf Károlyi Uraságnak mulató Szállása. Az előtt sokkal nevezetesebb Város vala. Határja középszerű, szántó földgyeinek nagyobb része homokos, ’s azért nem hasonlíttathatik a’ Tiszán túl való jó termékenységű helységekhez, legelője tágas, hala elég van, piatza meglehetős, széksója is van, a’ második Osztályba tétettetett.

### 19. század
1827-ben a mezőváros az országos közlekedésbe való bekapcsolással új erővel fejlődött. Ekkor 1228 lakóházban 11 283 lakosa volt.  1826-ban egy szentesi gyógyszerész fiókgyógyszertárat létesített a városban. 1828-ban a lakosai vallási szempontból 10 zsidó és 2 protestáns kivételével római katolikusok voltak.
Az 1831—32. évi kolerajárvány nagy pusztítást vitt végbe, 2050 megbetegedés közül 771 halállal végződött. E járvány 1854—55-ben is felütötte fejét, de enyhébb lefolyással, 50 megbetegedésből 27 volt halálos.
Lakóinak a szabadságharcban való részvétele miatt a császáriak 1849-ben felgyújtották a várost.
A kiegyezés után indult meg egy viszonylagos iparfejlődés, amely azonban a település agrár jellegét nem módosította.
A 19. század közepén már rendezett belterületű, „városias” településként volt ismert, „tágas és tiszta utcákkal.” Az 1871-es közigazgatási rendezés során „rendezett tanácsú város” lett. Nem bírva azonban az ezzel járó igazgatási és egyéb többletadóterheket, 1876-ban visszaminősítette magát nagyközséggé.
A 19. század második felében Csongrád népének a Tisza-szabályozás adott munkát, ekkor alakult ki a kubikus életforma.

### 20. század
1923-ban ismét járási jogú város lett.
Népessége 1926-ban elérte a 25 888 főt. Majd a két világháború között a népessége már meghaladta a 26 ezer főt, de a lakosság közel 40%-a tanyán élt.
Az 1930-as években volt a város polgármestere Piroska János. Az ezekben az években lezajlott gazdasági válság elsősorban a kisparasztokat és a kubikus réteget sújtotta. A felszabaduló munkaerő, valamint a nagyszámú betelepedő erőt jelentett és meggyorsította a belterület fejlődését. Az olcsó munkaerőt felhasználva megindult a közmű- és közúthálózat kiépítése, valamint a zöld területek tervszerű telepítése. Piroska János idejéhez köthető az állami borközraktár, a református templom és a villanytelep megépítése, valamint az utcák és közterek teleültettetése platánfákkal, amik máig meghatározzák Csongrád arculatát. Ő volt a kezdeményezője és részben a tervezője is az új városházának.

## Közélete

### Polgármesterei
| Polgármester | Polgármester                   | Polgármester |  |
| ------------ | ------------------------------ | ------------ |  |
| 1990–1994    | Losonczi Zoltánné Piroska Réka | KDNP         |  |
| 1994–1998    | Molnár József                  | MSZP         |  |
| 1998–2002    | Molnár József                  | független    |  |
| 2002–2006    | Bedő Tamás                     | MSZP         |  |
| 2006–2010    | Bedő Tamás                     | MSZP-SZDSZ   |  |
| 2010–2014    | Dr. Kőrösi Tibor               | Fidesz-KDNP  |  |
| 2014–2019    | Bedő Tamás                     | független    |  |
| 2019–2024    | Bedő Tamás                     | független    |  |
| 2024–        | Bedő Tamás                     | független    |  |

## Demográfia
A település népességének változása:
| Lakosok száma | 17 356 | 20 802 | 25 888 | 23 468 | 22 800 | 20 021 | 17 242 | 16 665 | 15 529 | 15 409 |
|               | 1869   | 1890   | 1920   | 1941   | 1960   | 1990   | 2011   | 2014   | 2022   | 2024   |

### Etnikumok
2001-ben a város lakosságának 99%-a magyar, 1%-a egyéb (főleg cigány és német) nemzetiségűnek vallotta magát.
A 2011-es népszámlálás során a lakosok 87,6%-a magyarnak, 1,3% cigánynak, 0,5% németnek mondta magát (12,2% nem nyilatkozott; a kettős identitások miatt a végösszeg nagyobb lehet 100%-nál).
2022-ben a lakosság 90,3%-a vallotta magát magyarnak, 0,7% cigánynak, 0,6% németnek, 0,1-0,1% szlováknak, szerbnek, románnak és lengyelnek, 2,2% egyéb, nem hazai nemzetiségűnek (9,5% nem nyilatkozott; a kettős identitások miatt a végösszeg nagyobb lehet 100%-nál).

### Vallás
A 2011-es népszámláláskor a vallási megoszlás a következő volt: római katolikus 55,4%, református 2,7%, evangélikus 0,3%, görögkatolikus 0,2%, felekezeten kívüli 15,3% (25% nem nyilatkozott).
2022-ben vallásuk szerint 37% volt római katolikus, 2,3% református, 0,3% evangélikus, 0,2% görög katolikus, 1,5% egyéb keresztény, 1,4% egyéb katolikus, 14,3% felekezeten kívüli (42,8% nem válaszolt).

## Turizmus

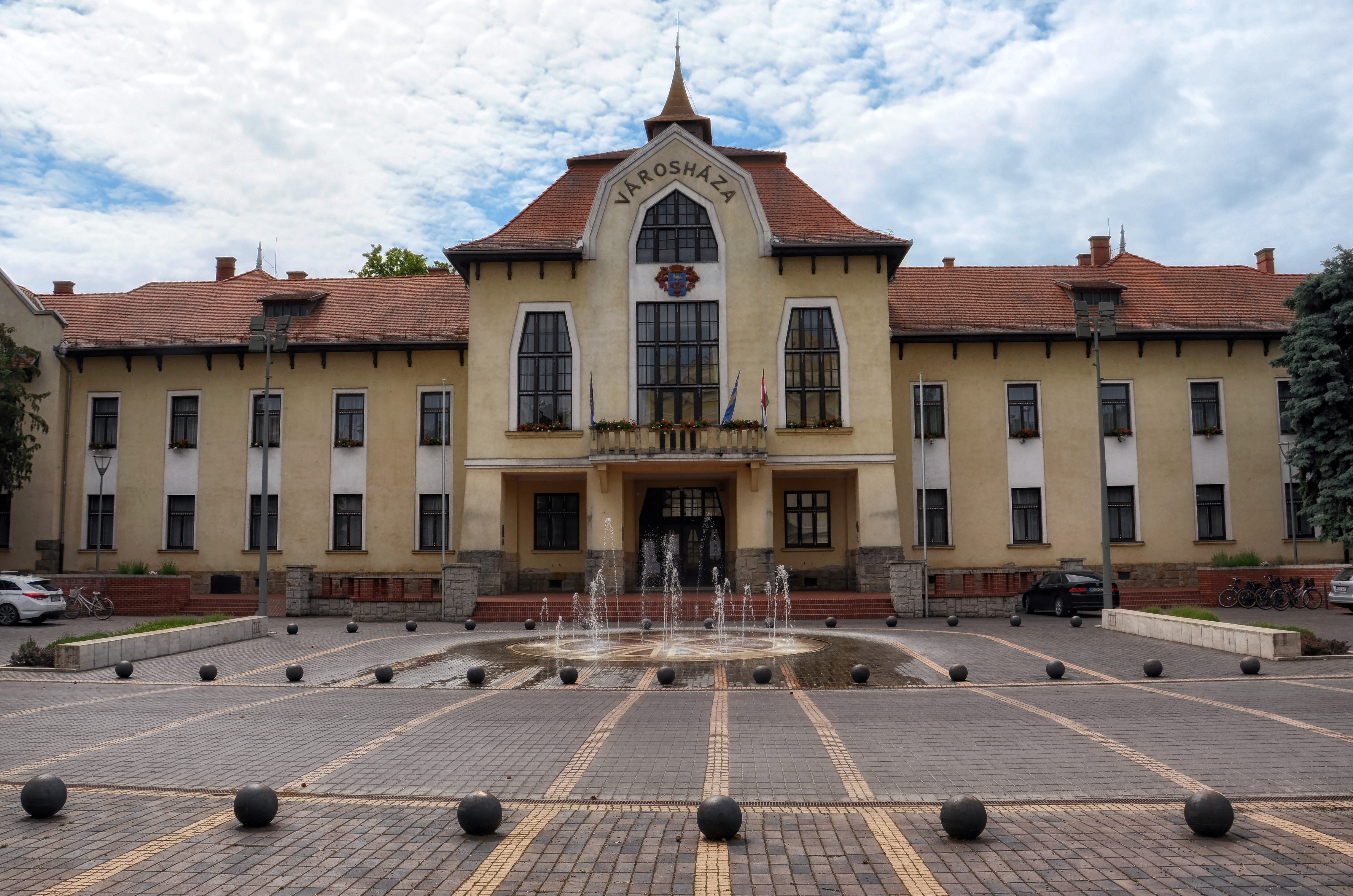
A csongrádi városháza

A Csongrádi Gyógyfürdő és Strand hét medencével rendelkezik, melyek közül három nyitott, négy fedett. Vize mozgásszervi és idegrendszeri betegeknek is ajánlott. A város környékén a síkvidéki fekvése ellenére számos természeti érték vonzza a kirándulókat. Ezek közül talán a legnevezetesebb a Körös folyó torkolatával átellenben fekvő homokpad, a Körös-torok. A Tisza nyár közepi alacsony vízállása idején a homokpad szárazra kerül, a finom szemű folyami homokon évtizedek alatt a környék legnagyobb szabadstrandja alakult ki. A Körös-torokban évek óta nagy sikerrel rendezik meg a KTN Feszt Körös-toroki Napok nevű fesztivált, amely a legnagyobb ilyen jellegű rendezvény a Dél-Alföldön. A strand környezetében összefüggő nyaraló- és szórakozónegyed jött létre.
Csongrád városa körül számos természeti látnivaló vonzza a természetjárást kedvelő turistákat. Csongrádot a Körös-torok mentén és a Tisza-hídon átvezető kerékpárút köti össze a szomszédos Szentessel, amely 2006-os megnyitása óta komoly idegenforgalmi attrakcióvá vált. A Tisza várossal átellenes partján lévő nagyréten tanösvények hálózatát alakították ki.

### Nevezetességei

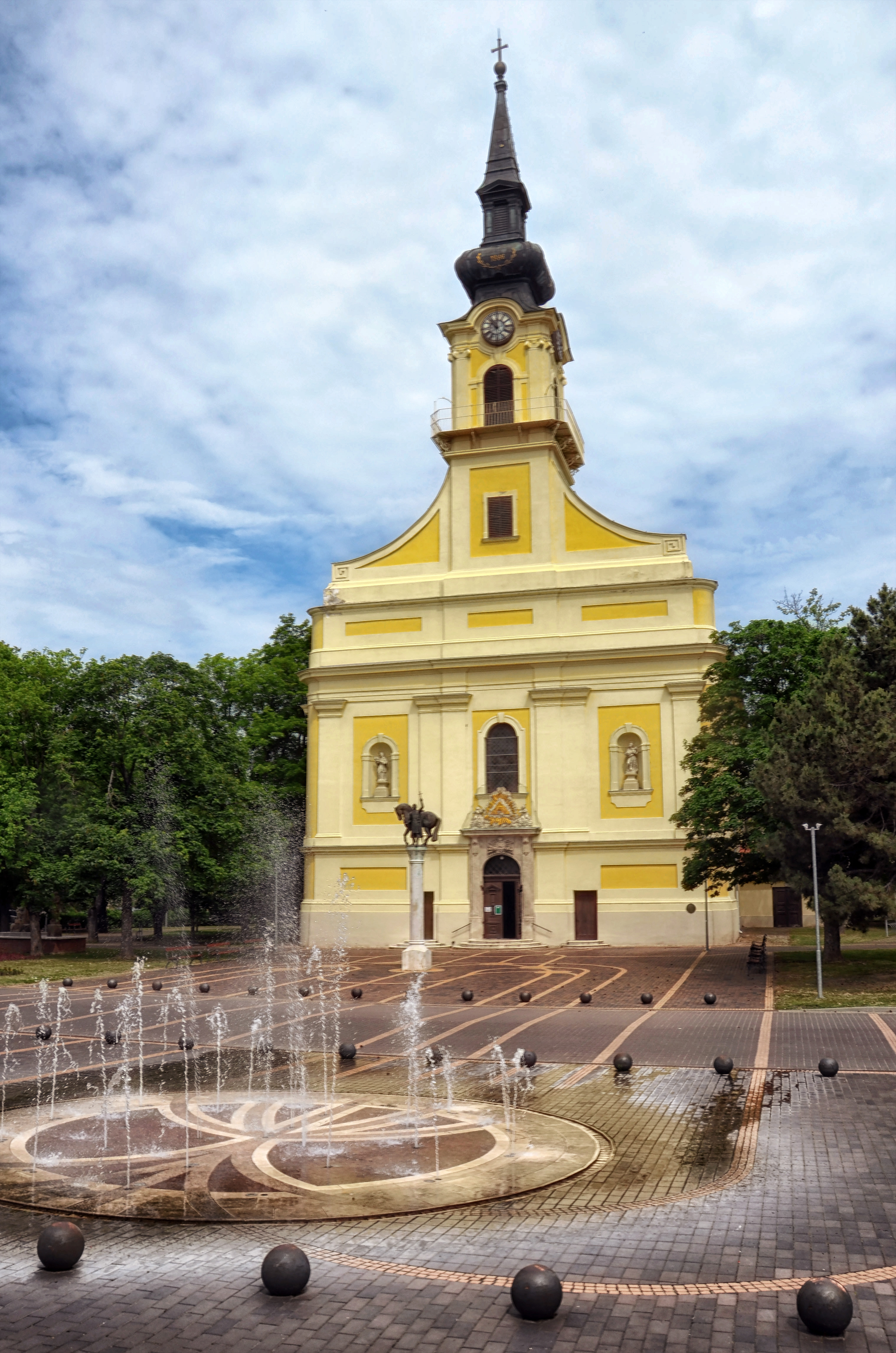
A Nagyboldogasszony-templom

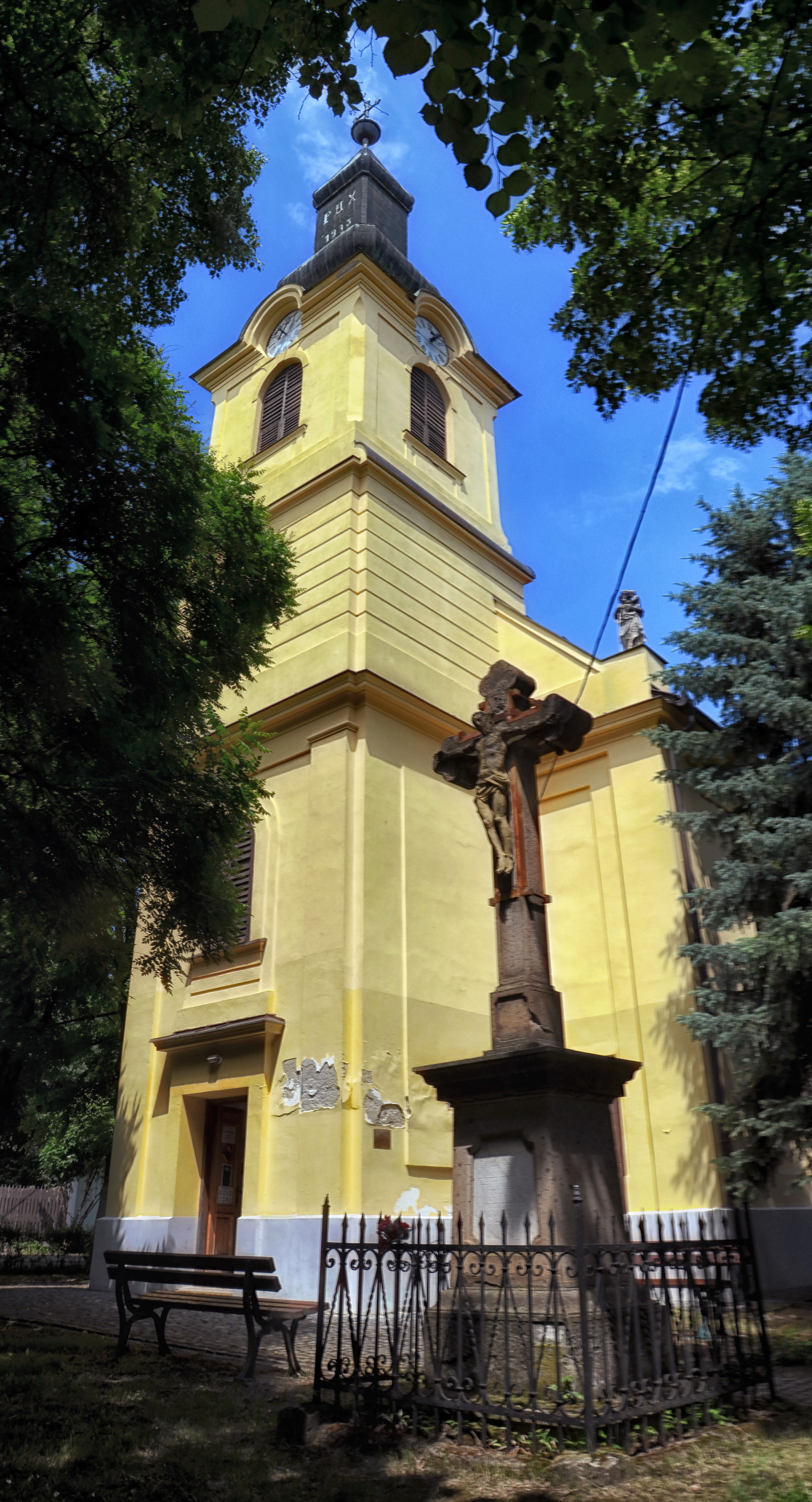
A Szent Rókus-templom

- Körös-torok
- Csongrádi Holt-Tisza
- Ellősmonostora
- Csongrádi fahíd[25]
- Belváros
- Belsőváros

#### Templomok
- Nagyboldogasszony-templom
- Szent Rókus-templom
- Piroskavárosi Szent József-templom és Ferences kolostor
- Református templom
- Baptista Templom, Imaház - Új Bárka Keresztyén Közösségi Ház
- Temetői kápolna

#### Múzeumok, galériák
- Csongrádi Tájház (Gyökér u.)
- Tari László Múzeum (Iskola u. 2.)
- Széchenyi István Általános Iskola helytörténeti gyűjteménye (Széchenyi u. 29.)
- Csongrád Galéria (Kossuth tér 7.)
- Művésztelep (Tanya 833.)

## Oktatás

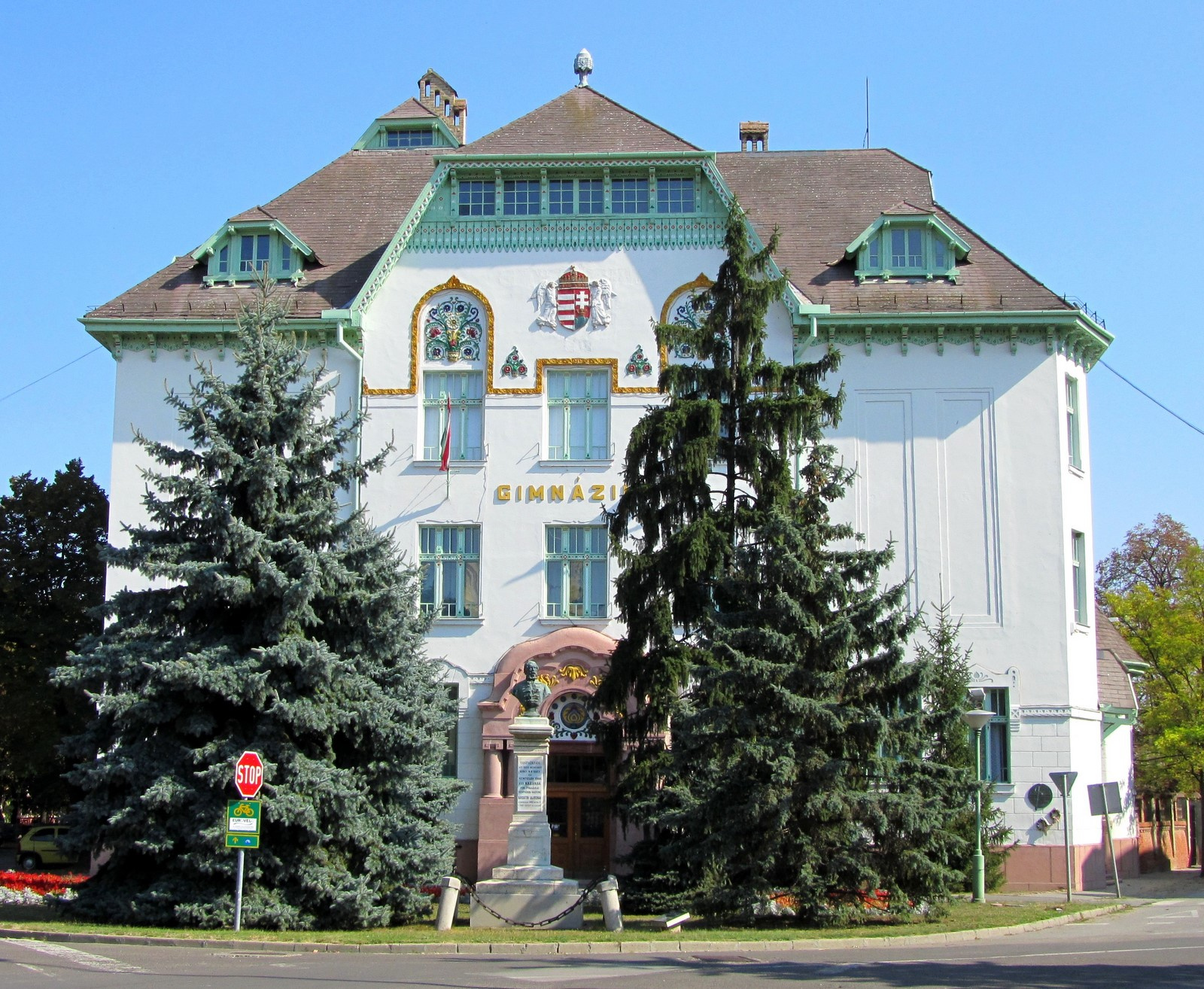
A Batsányi János Gimnázium

A városban 3 középiskola és 6 általános iskola működik.
- Batsányi János Gimnázium
- Sághy Mihály Szakközépiskola és Szakképéző Intézet
- Bársony István Mezőgazdasági Szakközépiskola és Szakképző Intézet

A kollégiumi elhelyezés minden középiskolában saját módon történik.
Az állami általános iskolák össze vannak vonva, de ezekhez az intézményekhez a járásból a csongrád-bokrosi, a felgyői, a tömörkényi illetve a csanyteleki általános iskola is társult.
- Nagyboldogasszony Katolikus Általános Iskola (Csongrád)
- Galli János Általános Iskola, Alapfokú Művészeti Iskola és Kollégium (Csongrád)
- Galli János Művészetoktatási Intézmény (Csongrád)
- Egységes Pedagógiai Szakszolgálat (Csongrád)
- Piroskavárosi Általános Iskola (Csongrád)
- Gr. Széchenyi István Általános Iskola (Csongrád)
- Bokrosi Általános Iskola (Csongrád-Bokros)
- László Gyula Általános Iskola (Felgyő)
- Tömörkény István Általános Iskola (Tömörkény)
- Szent László Általános Iskola (Csanytelek)

## Híres csongrádiak

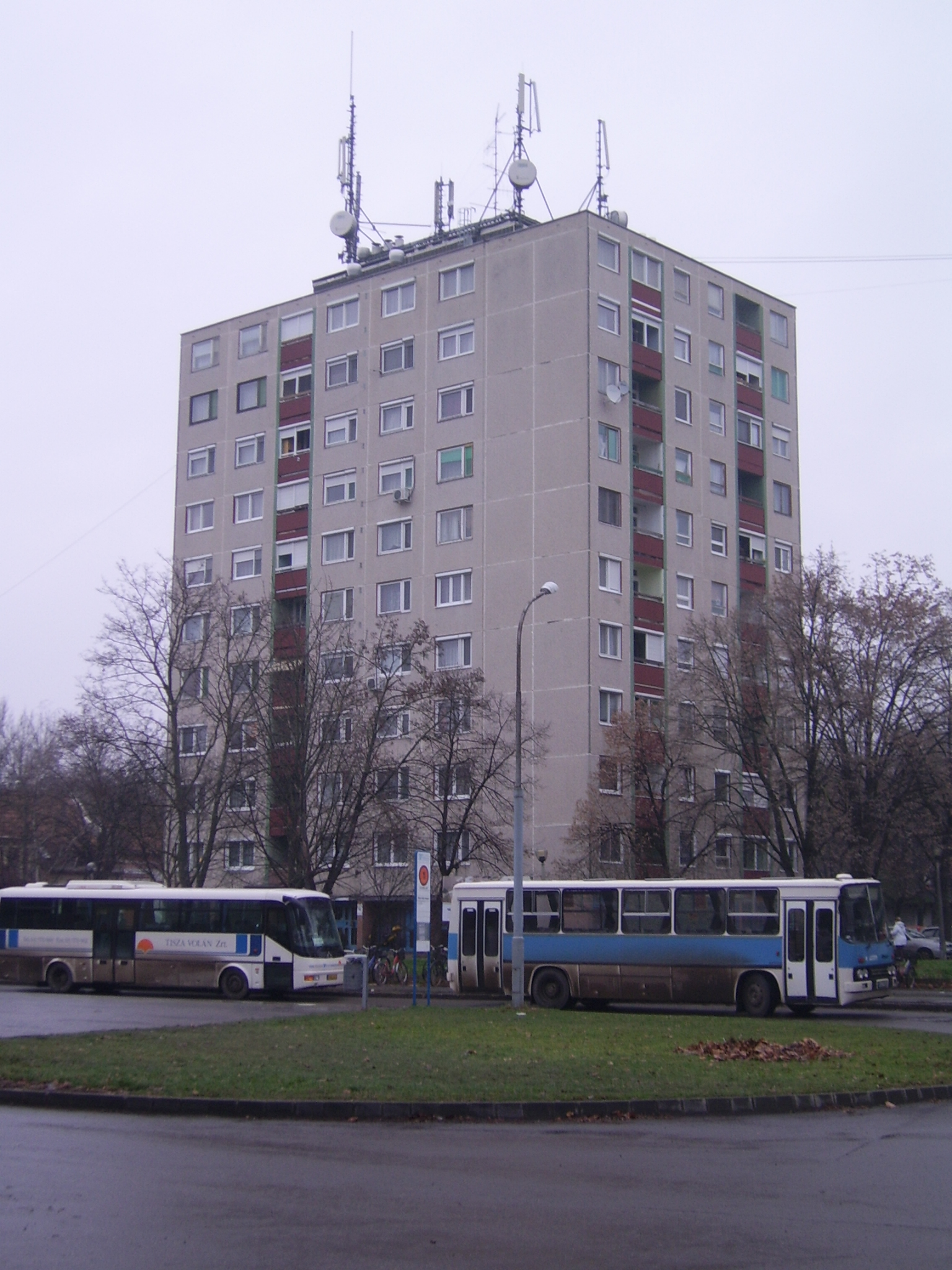
Panelház Csongrád központjában

### Csongrádhoz kötődnek
- Losonczi Áron (1977-) építészmérnök, a fényáteresztő beton feltalálója
- Kőhalmi Zoltán (1977-) humorista
- Grecsó Krisztián író, költő (1976–)
- Király Kelemen ferences házfőnök, plébános (1944–1946), lelki író, teológus háborús naplója Csongrád helytörténetének fontos kordokumentuma
- Nemere Zoltán kétszeres olimpiai és háromszoros világbajnok vívó (1942–2001)
- Tóth Béla (1941-2022) Munkácsy-Mihály-díjas szobrászművész, „a lovak szobrásza”
- Piroska János festőművész (1894–1987), a város polgármestere (1934)
- Reményfi János honvédszázados itt halt meg 1873-ban
- Abonyi Imre (1919-1994) fogathajtó világbajnok

### Csongrádon születtek

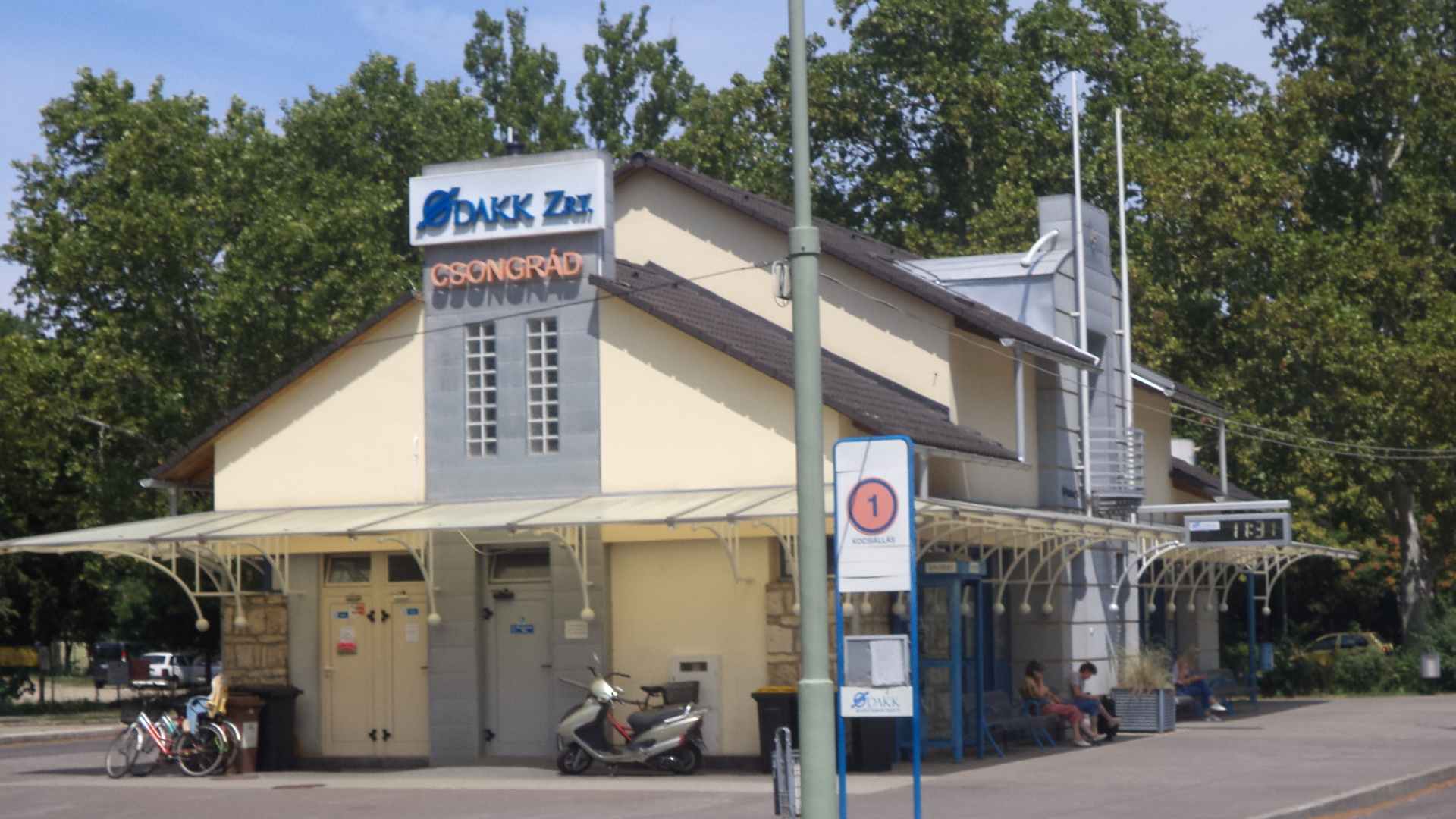
Csongrád Buszpályaudvar

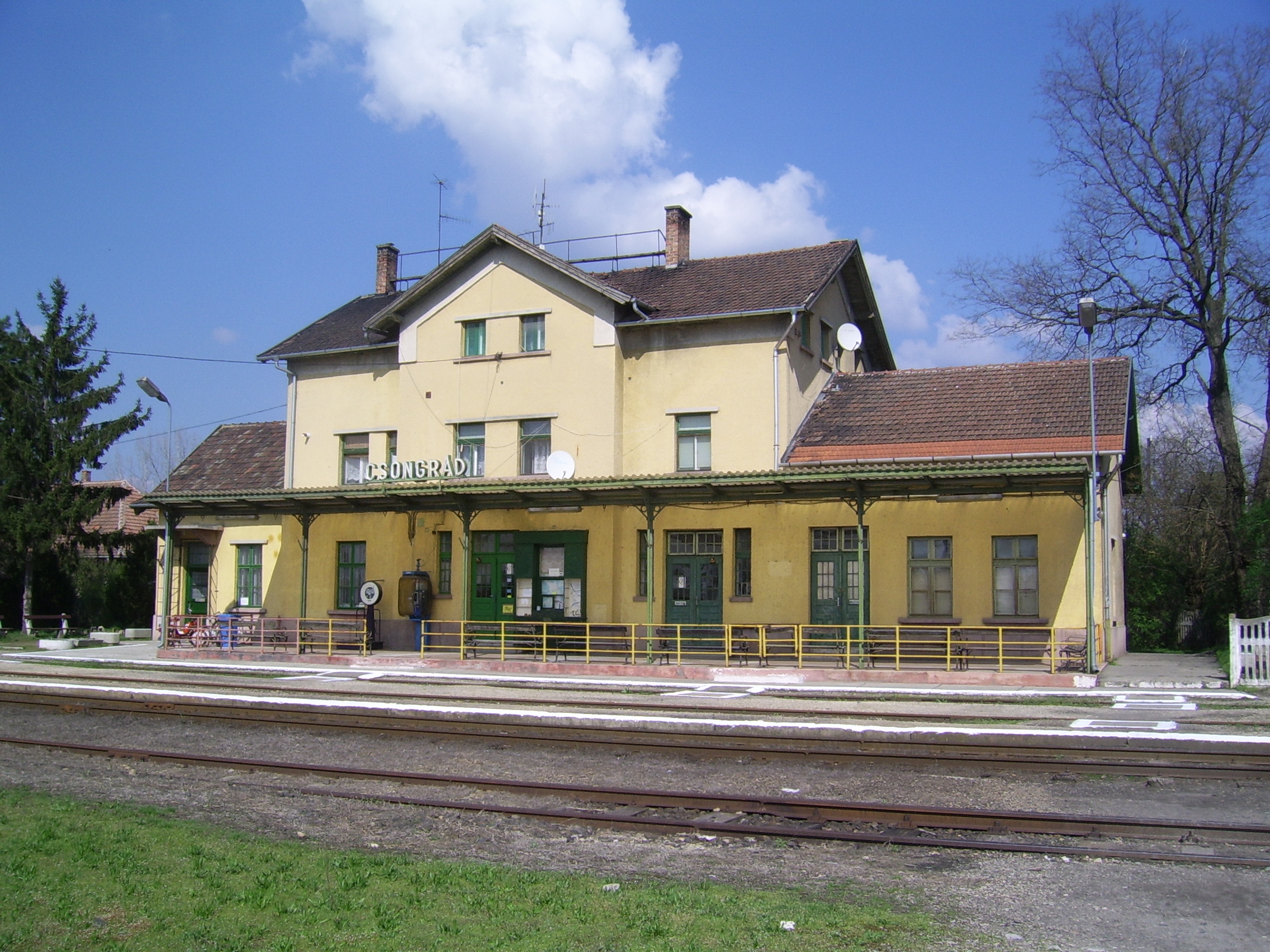
A csongrádi vasútállomás épülete

- Miloš Crnjanski (1893–1977) szerb író, költő
- Csemegi Ignác (1827–1891) magyar honvédszázados
- Csemegi Károly (1826–1899) jogász, államtitkár, az első magyar Büntető Törvénykönyv, a Csemegi-kódex megalkotója
- Eke Károly (1932–2003) orvos, újságíró, országgyűlési képviselő, a Magyar Rádió egykori főmunkatársa
- Fekete Mihály született Svarcz Mór (1884 – 1960) magyar színművész, rendező, színműíró.
- Hatvani László (1943–) magyar matematikus, az MTA tagja
- Herke Sándor (1882–1970) vegyészmérnök, egyetemi tanár
- Katona Imre (1921–2001) néprajztudós
- Kellner Dániel (1895–1955) orvos, bel- és ideggyógyász, a sportorvosi szolgálat megszervezője
- Lantos Tamás matematikus, statisztikus
- László Imre (1896–1975) magyar nótaénekes.[9]
- Matkovics Béla (1927–1998) orvos, biológus, egyetemi tanár
- Sarusi Kis János (1960) négyszeres világbajnok magyar kenus
- Sághy Mihály (1870–1944) állami polgáriskolai tanár
- Váry Sándor (1909–1945) pankrátor
- Surányi Sándor (1937) közgazdász, egyetemi tanár, az MTA doktora
- Szántai István Sándor (1900–1971) Kossuth-díjas pedagógus

### Csongrád díszpolgárai
- Ifj. gr. Andrássy Gyula politikus, belügyminiszter (1905)
- Gr. Apponyi Albert politikus, az MTA igazgatósági tagja (1905)
- Dr. Assefa Abebe sebész főorvos (2013)
- Galli János nyugalmazott címzetes iskolaigazgató (1998)
- Gát László nyugalmazott iskolaigazgató, helytörténész (2008)
- Héjja László vállalkozó (2014)
- Jókai Mór regényíró (1893)
- Justh Gyula politikus, országgyűlési képviselő (1923)
- Kossuth Ferenc politikus, országgyűlési képviselő (1905)
- Kossuth Lajos államférfi (1861)
- László Imre nótaszerző, énekes (2010, posztumusz)
- Dr. Nemere Zoltán párbajtőrvívó (2011, posztumusz)
- Pintér Lajos költő, a Forrás c. folyóirat szerkesztője (1999)
- Dr. Piroska János festőművész, a város volt polgármestere (2007, posztumusz)
- Schandl Károly agrárpolitikus (1923)
- Dr. Szarka Ödön főorvos (2009, posztumusz)
- Szucsán András nyugalmazott fizika-matematika szakos tanár (2003)
- Dr. Tari Gábor baleseti és plasztikai sebész főorvos (2004, posztumusz)
- Dr. Vekerdy Sándor nyugalmazott kardiológus (2012)
- Zsótér Antal római katolikus kanonok (2005)

## A település az irodalomban
- A  csongrádi temető a fő helyszíne Móra Ferenc Temetőkről és Szomorú Kalmár Jánosról című elbeszélésének (megjelent az író Parasztjaim című kötetében).

## Csongrád testvérvárosai
- Raisio, Finnország
- Óbecse, Szerbia
- AGD településszövetség (Saint-Jouvent, Couzeix, Chaptelat, Nieul, Nantiat, Chamboret, Thouron, Le Buis, Breuilaufa, Vaulry), Franciaország[26]
- Bełchatów, Lengyelország
- Gyergyószentmiklós, Románia (Székelyföld)
- Beregszász[27]

## Forrás
- ↑ Kiss Lajos: Kiss, Lajos. Földrajzi nevek etimológiai szótára. Budapest: Akadémiai (1980). ISBN 963 05 2277 2